# 19 (ゲーム)
『19』（ヌイーゼン）は、1988年3月4日にソフトプロから発売されたファミリーコンピュータ ディスクシステム用ゲームソフト。ジャンルはウォー・シミュレーションゲーム。

## 概要
ゲームは大まかに、舞台となる島全体で配下の部隊を動かす戦略画面と、戦略画面で部隊同士が接触した際に戦闘を処理するコンバットモードからなる
ストーリーにある「万能の石」の探索の要素は、実際にはゲーム中に存在しない。最終的には自分以外の三人の陣営を全て打倒することを目指す、純粋な戦術・戦略要素のみで構成されたゲームである。
本作は操作体系なども極めて独特のものであり、移動方式は『バンゲリングベイ』（1984年）などと同様のラジコン式である。

## ゲーム内容

### コンバットシステム
コンバットモードは本作の最大の特徴であり、ゲームの攻略上も重要なウェイトを占めている。
コンバットモードではユニットが擬似ヘックス上に配置され戦闘指示を与える。ユニットに可能な指示は、「移動」、「射撃移動」、「格闘遊撃」、「休息」の4つ。
プレイヤー及びコンピューターの操作する四人の将軍にはそれぞれ際立った特色がある。上記の戦闘指示において配下の兵士が行う行動の範囲や効果が異なり、それが得意とする戦法や有利な戦場に大きな影響を及ぼす。例えば、ダリウス率いる「山の軍」は格闘を正面左右両側に対して行うことが出来、かつ相手にヒットした時の威力が大きい反面射撃は苦手、ソニア率いる「水の軍」は格闘射撃ともに比較的威力が小さい代わりに8の移動量を持つ、などである。
以下に、最も標準的なバランスの勢力である、サイモン率いる「森の軍」の兵士の場合の戦闘指示の詳細を記す。
- 「移動」 - 何もしない移動。移動量5。
- 「射撃移動」 - 左手に持った銃で左120度の範囲で指定した方角を射撃してから移動。移動量4。
- 「格闘遊撃」 - 右手の剣を使い、移動途中で敵が右120度の範囲に入ったら攻撃。移動量4。
- 「休息」 - 戦闘を行った際に消費する「パワー」のパラメーターが少し回復する。

この移動量の中には「向きを変える」という動作も含まれる。ヘックス1マス分である60度の旋回が移動量1で、後ろを向くには移動量3。また後退は移動量2。ちなみに味方のいるマスは通過はできるが停止できない。敵と同じマスで停止する事は許される。
両軍のユニットに指示が与えられると一斉にリアルタイム行動を開始し、次のターンとなる。リアルタイムであるから狙った相手に攻撃が当たる前に相手が移動する事もあるし、格闘狙いで突撃したら左側に回られた、というようなシチュエーションもありうる。旋回コストの高さと攻撃方位の制限から、敵の移動予測が非常に重要となっており、戦術性の高さと緻密さでは現在のリアルタイムストラテジーを凌ぐ部分もあるといえるだろう。
各エリアのマップは移動や射撃の障害となる多彩な地形で構成され、エリア毎に大きくバランスが異なる他、「夜」の戦闘では相手の位置も移動や射撃による索敵を行わなければ知る事ができず、より複雑な推測と戦術の組み立てが必要になる。
ちなみに、本作のように事前に行動を予約しておき各ユニット同時に行動を処理する戦闘システムは、プロット式と呼ばれ、幾つかのウォー･シミュレーションボードゲームやTRPGで採用されている。そのため、必ずしも本作のオリジナルとは言えないが、コンピューターゲームでの採用は稀である。
戦闘終了後にはリプレイが付属しており、戦闘の展開を振り返ることができる。

### 戦略画面
上記のコンバットモードのほか、本作にはごく簡略化された戦略要素も組み込まれている。
戦略画面では、戦闘で傷ついたユニットのダメージの回復が自動的に行われる他、各陣営の拠点に隣接したエリアでは、失われたユニットの補充と支配エリア数に応じた部隊の新規編成が行われる。この陣取り的要素のため、各部隊は自軍のユニットにとって不利な地形である他勢力の支配エリアに積極的に侵攻することが求められてくる。
また、各ユニットは5段階のクラスがあり、勝利を重ねることによってより強力なクラスに昇進することができる。このため、コンバットモードで損害を出さずに、また損害を回復しながらユニットを育てるSRPG的な進め方も可能である。

## 設定
王位継承権を持つダリウス、サイモン、タレス、ソニアの四人の勇者は、現王・アキレス大帝にオリンポス19神の遺した「万能の石」と呼ばれる伝説の宝の探索を命ぜられた。四人の内から一人を選び、他の三人の陣営と争いながら、無人島に隠された「万能の石」を見つけだすのがプレイヤーの目的である。

## スタッフ
- プログラム：おかむらきよし
- 音楽：松尾泰伸
- 音楽プログラム：おがわかつや
- 協力：おおさわよしたか、まつもとけいじ

## 評価
- ゲーム誌『ファミコン通信』のクロスレビューでは合計25点（満40点）となっている[1]。

- ゲーム誌『ファミリーコンピュータMagazine』の読者投票による「ゲーム通信簿」での評価は以下の通りとなっており、13.90点（満25点）となっている[2]。また、同雑誌1991年5月24日号特別付録の「ファミコンディスクカード オールカタログ」では、「初心者向けといいたいところだがユニットの動かし方が難しい」と紹介されている[2]。

| 項目 | キャラクタ | 音楽 | 操作性 | 熱中度 | お買得度 | オリジナリティ | 総合  |
| 得点 | 2.80       | 2.60 | 2.60   | 2.90   | -        | 3.00           | 13.90 |

- ゲーム誌『ユーゲー』では、「本作は当時シミュレーションゲーマーの間で流行していたプロット型SLGを主体にした戦闘システム採用の、初めてのタイトルだと推測される」、「プロット型SLGとして本作と『フェアリーテイル』以外に高い評価を受けている作品が少ないことから、高い水準のタイトルであることがうかがえる」と評している[3]。

## 備考
タイトル画面には大きく「19」の文字があり、その下に片仮名で「ヌイーゼン」、さらにその下に「NEUNZEHN」と表示されている。NEUNZEHNはドイツ語で19を意味する言葉である。ただし発音は「ヌイーゼン」とはかなり離れており、片仮名で表記するなら「ノインツェーン」などとするのが一般的である。
発売元であるソフトプロが親会社に吸収合併されたことにより、ディスクライターによる書き換えが終了してしまった。その後、一部のプレイヤーの間で再評価された影響もあり、中古市場ではプレミアが付いていた。
ソフトプロ解散の折マルカツスーパーファミコン誌上で追悼記事が掲載され、本作と『ブリーダー』（1986年）、『フェアリーテイル』（1989年）の三作がソフトプロ三部作として挙げられた。